# BT (tank)

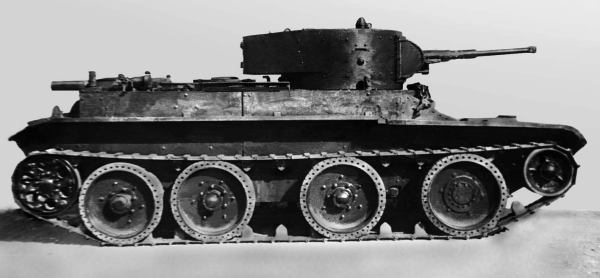
BT-7

Zkratkou BT (z ruského Быстроходный танк – rychle jedoucí tank) se označuje řada lehkých rychlých tanků Rudé armády používaných ve 30. a 40. letech 20. století.
Vzorem pro tyto tanky byl lehký kolopásový tank Christie M1930 vyvinutý americkým vynálezcem Johnem Walterem Christiem. Byly poháněny motory Mikulin M-5 a M-6, které byly částečné kopie leteckého motoru Liberty a španělského Hispano-Suiza 8Fb, které však již brzy přestaly vyhovovat požadovaným parametrům, jelikož jejich koncepce vznikly již za první světové války. V pozdějších verzích byl použit motor Mikulin M-17, který vycházel z německého BMW VI. Zajímavostí u těchto tanků je, že mohly jezdit i bez pásů, což umožňovalo rychlejší přesun po silnici.
Pro vývoj nové řady tanků inspirovaných Christiem byla zřízena zcela nová konstrukční kancelář, která byla součástí charkovského závodu ChPZ pod vedením S. A. Ginzburga a N. M. Toskina.
Oba prototypy přišly do ChPZ v lednu 1931 a byly označeny jako Original I a Original II (někdy jsou označovány jako BT-1, podle jiných pramenů je však toto označení vyhrazeno pro 350 strojů verze BT-2, které dostaly namísto kanónu dvojkulomet DT ráže 7,62mm). První stroj prošel zkouškami a druhý stroj byl rozebrán za účelem studie jeho konstrukce. Prototypy se staly základem prvního sériově vyráběného tanku, který obdržel označení BT-2.
Podvozek Christie byl použit i u britských křižníkových tanků Cruiser III a Cruiser IV. Tanky BT-2 a Cruiser III a IV však trpěly řadou závad a slabým pancéřováním. Velká Británie nabrala zpoždění ve vývoji a další typ Cruiser V se začal vyrábět až v roce 1939, zatímco v Sovětském svazu byl již v roce 1940 představen tank T-34, který se tedy bezpochyby stal v té době nejlepším tankem na světě.

## Varianty
- BT-1 – Chriestieho prototypy M1930 a M1931 (někdy označuje BT-2 s dvojkulometem (350 ks))
- BT-2 – první sovětské provedení (60 ks jen s kanónem; 200 ks kanón + kulomet; 350 ks kulomet a dvojkulomet (podle některých údajů označován jako BT-1))
  - BT-3 – byl vyráběn podle metrického systému namísto imperiálního, malé změny pro zjednodušení výroby
  - BT-4 – v roce 1932 byly postaveny tři prototypy vylepšené verze s částečně svařeným trupem a upraveným zavěšením. Tyto vylepšení byly použity v tanku BT-5.
- BT-5 – větší věž s novým kanonem 20-K ráže 45 mm, 1621 ks standardních + 263 ks BT-5RT
  - BT-5 Model 1933 – nová věž se dvěma poklopy
  - BT-5A – dělostřelecká verze s větší věží a krátkým dělem KT-28 ráže 76,2 mm
  - BT-5RT – velitelská verze s radiostanicí
- BT-7 – 2596 ks standardních + 2016 ks s radiostanicí
  - BT-7 Model 1935 – základní verze
  - BT-7 Model 1937 – nová věž s šikmým pancéřováním
  - BT-7TU – velitelská verze s rámovou anténou, později nahrazená méně nápadnou anténou prutovou
  - BT-7A – stroj přímé dělostřelecké podpory. Vyzbrojen byl plukovní houfnicí KT-28 ráže 76,2 mm, lafetovanou v prodloužené věži a dvěma kulomety Děgťarjev. Pro hlavní zbraň byla vezena zásoba 50 kusů munice. Celý stroj byl o něco málo těžší než základní verze BT-7. Tento tank byl také použit pro zkoušky delšího kanonu F-32 pro tanky T-34 a KV-1.
  - BT-7M – též BT-8, naftový motor

- BT-42 – finské samohybné dělo na podvozcích ukořistěných BT-7, vyzbrojené britskou houfnicí ráže 114 mm

## Nasazení tanku
Tanky BT našly uplatnění především v řadách Rudé armády. Kromě ní je používala ještě republikánská strana za Španělské občanské války (které je SSSR prodal), Finové, kteří značný počet těchto strojů ukořistili za Zimní a Pokračovací války, a Němci, kteří je ukořistili v průběhu Velké vlastenecké války.
První bojový křest prodělaly stroje BT na straně republikánů ve Španělské občanské válce (SSSR dodal v létě 1937 do Španělska 50 ks BT-5). Jejich nasazení však končilo vesměs neúspěchem, nikoli však vinou tanku, ale neschopnosti republikánských velitelů, kteří ho posílali do absolutně nevhodných akcí, navíc bez patřičné podpory pěchoty.
Rudá armáda nasadila stroje BT proti Japoncům v bojích v Mongolsku. Jejich akce byly vyhodnoceny úspěšně i přes relativně vysoké ztráty, které utrpěly. Pancéřování tanků se ukázalo být slabé i proti lehkým protitankovým kanónům, nicméně dostačovalo na ochranu před puškami a kulomety.
Ještě lépe byly tyto tanky vyhodnoceny po invazi do Polska v roce 1939, zejména pak jejich nejmodernější verze BT-7. Jako vysoce kladná byla vyhodnocena jejich rychlost a vysoká palebná síla. Nevýhoda slabého pancíře se nemohla při tomto tažení projevit, neboť neměly příležitost se setkat s propracovanou protitankovou obranou.
O to otřesnějším překvapením bylo peklo, které tyto stroje čekalo v Zimní válce proti Finsku. Ke všemu odhodlaní finští tankoborci, extrémně těžký terén i počasí a do hloubky propracovaná protitanková obrana s dovedně maskovanými minovými poli, kterou nebylo možné rozumným způsobem obejít - to vše způsobilo ruským tankovým jednotkám obrovské ztráty. Na základě těchto zkušeností došlo vedení Rudé armády k závěru, že bude vhodnější přejít k pomalejším a těžším, leč lépe pancéřovaným strojům, jako byl např. tank T-34. Výroba strojů řady BT byla postupně zastavena.
Stroje BT tvořily podstatnou část ruských tankových vojsk ještě v roce 1941, když začala Velká vlastenecká válka. Tanky BT utrpěly jako všechny ostatní stroje úděsné ztráty. Sovětští historici to zdůvodňovali jejich zastaralostí, ale moderní ruští historici již přiznávají, že to je nesmysl. Všechny stroje řady BT vysoce převyšovaly německé Pz I i Pz II a mohly se jako rovné s rovným měřit i se staršími typy Pz III a Pz IV či vylepšenými verzemi typu Pz 38(t). Podtrženo a sečteno to znamená, že pro více než 2/3 německých tanků představovaly lepšího nebo vyrovnaného soupeře.
Zásadní problém ovšem představovaly tyto faktory: velice špatné logistické zabezpečení, neschopnost důstojnického sboru, zastaralé a špatné metody válčení, neschopnost nebo absence řádných průzkumných jednotek a negativní vliv ruských politiků (zejména Stalina) a politických komisařů na vedení bojů. Tanky, které měly sloužit pro průzkum a případně obchvat nepřítele, byly opakovaně nasazovány do čelního útoku proti opevněným pozicím nepřítele nebo k čelnímu boji s německými obrněnci za naprosto nevhodných podmínek. Výsledkem takovéhoto počínání musel být zákonitě masakr.
Za 2. světové války tanky BT dosloužily. Poslední exempláře BT-5 a BT-7, už spíše rarity, byly nasazeny ještě na vedlejších frontách druhé světové války v letech 1944 (Karelská šíje) a v srpnu 1945 (proti Japonsku). Poslední stroje BT-7 se ještě účastnily oslav konce války a pak byly vyřazeny a sešrotovány.
Finové ukořistili za Zimní války přes 30 opravitelných kusů řady BT. V roce 1942 18 kusů přestavěli na samohybné houfnice označené BT-42. Konce války se jich dožilo 10. 9 z nich bylo sešrotováno, poslední exemplář se nachází v Muzeu finských obrněných sil v Parole.
Němci využívali ukořistěných strojů BT ke strážní a týlové službě a při operacích proti partyzánům.

## BT-2
BT-2 je zkratka označující druhou (respektive první) sériově vyráběnou řadu sovětských lehkých tanků BT. Verze, v níž byl kanón nahrazen dvojkulometem, je označována BT-1, nebo je považována za podvariantu BT-2.
Trup tanku BT-2 byl snýtován z rovných ocelových plechů. Provedení přední části korby mělo řidiči usnadnit výhled do terénu. Bočnice vany byly dvoustěnné, vnější stěna byla tvořena pancířem, vnitřní byla tvořena pouze měkkou netvrzenou ocelí.
Na korbě byla umístěna věž, jejíž stěny měly tloušťku 13 mm, stejně tlusté plechy byly použity k výrobě přední i zadní části trupu, boky byly silné 10 mm, tloušťka dna byla jen 6 mm.
Za věží byl motorový prostor, kde se nacházela pohonná jednotka, startér, rychlostní skříň a další části pohonného systému. Motor byl benzínový, typu Mikulin M-5, jenž byl částečnou kopií leteckého motoru Liberty 12 s prvky motorů americké firmy Packard. Jednalo se o čtyřtaktní dvanáctiválec. Při 1650 otáčkách za minutu dával motor výkon 400 koňských sil. Zásoba paliva pro motor činila 350 l benzínu v bočních nádržích.
Konstrukce podvozku byla kolopásová, na každém boku vozidla se nacházela čtyři mohutná dvojitá pojezdová kola, hnací a napínací kolo. Pás byl široký 26 cm.
Dvoučlennou posádku tvořili řidič a velitel, nabíječ a střelec v jedné osobě. Velitel měl k dispozici veškerou organickou výzbroj tanku. Bojové stanoviště měl ve věži.
Prvních šedesát vozidel neslo pouze kanon typu B-3 (5K) ráže 37 mm, který byl umístěn v čelní stěně věže.

## Srovnatelné stroje
Německo: Pz 38 (t), Pz II
Británie: Cruiser I, II, III, IV, Light tank VII, VIII
USA: Light tank M2A4, M3, M5
Japonsko: Typ 2 Ke-To, Typ 4 Ke-Nu